# Eugeniusz Markowski (legionista)
Eugeniusz Markowski (ur. 20 czerwca 1896 we Lwowie, poległ 1 lipca 1915 pod Tarłowem) – żołnierz Legionów Polskich, uczestnik I wojny światowej, kawaler Orderu Virtuti Militari.

## Życiorys
Syn Wacława i Pauliny z domu Murosik. Absolwent szkoły powszechnej. Od sierpnia 1914 w Legionach Polskich, żołnierz 1 batalionu 1 pułku piechoty, z którym walczył podczas I wojny światowej.
„Szczególnie odznaczył się w bitwie pod Konarami /21 V 1915/, gdy w lasku Kozinkowskim wyniósł z pola walki ciężko rannego d-cę plutonu Adama Żbijewskiego /.../ Zginął pod Tarłowem podczas ataku na umocnioną pozycję nieprzyjaciela. Za te czyny otrzymał pośmiertnie Order Virtuti Militari”.
Był kawalerem.

## Ordery i odznaczenia
- Krzyż Srebrny Orderu Wojskowego Virtuti Militari nr 7259[3][6] – pośmiertnie, 17 maja 1922[7][2]